# Дін Шмейхель
Дін Раян Шмейхель (англ. Dean Ryan Schmeichel; нар. 10 жовтня 1973, Тісдейл, Саскачеван) — канадський борець вільного стилю, триразовий бронзовий призер Панамериканських чемпіонатів, бронзовий призер Панамериканських ігор, бронзовий призер Кубку світу, чемпіон Ігор Співдружності, учасник Олімпійських ігор.

## Життєпис
Боротьбою почав займатися з 1986 року.
Виступав за борцівський клуб Університету Калгарі. Тренери — Лео МакГі (з 1995), Лей Вірлінг (з 2001).

## Спортивні результати на міжнародних змаганнях

### Виступи на Олімпіадах
| Змагання                    | Збірна | Вагова категорія          | Місце |
| --------------------------- | ------ | ------------------------- | ----- |
| Літні Олімпійські ігри 2000 | Канада | вільна боротьба, до 97 кг | 19    |

### Виступи на Чемпіонатах світу
| Змагання                        | Збірна | Вагова категорія          | Місце |
| ------------------------------- | ------ | ------------------------- | ----- |
| Чемпіонат світу з боротьби 1999 | Канада | вільна боротьба, до 97 кг | 32    |
| Чемпіонат світу з боротьби 2002 | Канада | вільна боротьба, до 96 кг | 9     |
| Чемпіонат світу з боротьби 2003 | Канада | вільна боротьба, до 96 кг | 11    |
| Чемпіонат світу з боротьби 2005 | Канада | вільна боротьба, до 96 кг | 23    |

### Виступи на Панамериканських чемпіонатах
| Змагання                                   | Збірна | Вагова категорія          | Місце  |
| ------------------------------------------ | ------ | ------------------------- | ------ |
| Панамериканський чемпіонат з боротьби 1993 | Канада | вільна боротьба, до 90 кг | Бронза |
| Панамериканський чемпіонат з боротьби 2000 | Канада | вільна боротьба, до 97 кг | Бронза |
| Панамериканський чемпіонат з боротьби 2002 | Канада | вільна боротьба, до 96 кг | Бронза |

### Виступи на Панамериканських іграх
| Змагання                  | Збірна | Вагова категорія          | Місце  |
| ------------------------- | ------ | ------------------------- | ------ |
| Панамериканські ігри 1999 | Канада | вільна боротьба, до 97 кг | Бронза |

### Виступи на Кубках світу
| Змагання                    | Збірна | Вагова категорія          | Місце  |
| --------------------------- | ------ | ------------------------- | ------ |
| Кубок світу з боротьби 1999 | Канада | вільна боротьба, до 97 кг | 6      |
| Кубок світу з боротьби 2002 | Канада | вільна боротьба, до 97 кг | Бронза |

### Виступи на Іграх Співдружності
| Змагання                | Збірна | Вагова категорія          | Місце  |
| ----------------------- | ------ | ------------------------- | ------ |
| Ігри Співдружності 2002 | Канада | вільна боротьба, до 96 кг | Золото |

### Виступи на інших змаганнях
| Змагання                                                         | Збірна | Вагова категорія          | Місце  |
| ---------------------------------------------------------------- | ------ | ------------------------- | ------ |
| Гран-прі Німеччини з боротьби 1999                               | Канада | вільна боротьба, до 97 кг | Срібло |
| Олімпійський кваліфікаційний турнір з боротьби 2000 (Мінськ)     | Канада | вільна боротьба, до 97 кг | 18     |
| Олімпійський кваліфікаційний турнір з боротьби 2000 (Лейпциг)    | Канада | вільна боротьба, до 97 кг | 10     |
| Олімпійський кваліфікаційний турнір з боротьби 2000 (Токіо)      | Канада | вільна боротьба, до 97 кг | 13     |
| Олімпійський кваліфікаційний турнір з боротьби 2004 (Братислава) | Канада | вільна боротьба, до 96 кг | 28     |
| Олімпійський кваліфікаційний турнір з боротьби 2004 (Софія)      | Канада | вільна боротьба, до 96 кг | 15     |
| Гран-прі Німеччини з боротьби 2005                               | Канада | вільна боротьба, до 96 кг | 12     |

### Виступи на змаганнях молодших вікових груп
| Змагання                                      | Збірна | Вагова категорія          | Місце |
| --------------------------------------------- | ------ | ------------------------- | ----- |
| Чемпіонат світу з боротьби серед кадетів 1989 | Канада | вільна боротьба, до 65 кг | 8     |